# Missija v Kabule
Mission in Kabul eller Missija v Kabule (russisk: Миссия в Кабуле) er en sovjetisk spillefilm fra 1970 af Leonid Kvinikhidze.

## Plot
Filmen udspiller sig i Afghanistan i 1919. Filmen fortæller om det unge sovjetiske diplomatis kamp i Kabul, med repræsentanter fra Vesten om at underskrive en samarbejdsaftale.

## Medvirkende
- Oleg Zjakov som Pjotr Sorokin
- Irina Mirosjnitjenko som Marina Luzjina
- Gleb Strizjenov som Gedeonov
- Emmanuil Vitorgan som Kalnin
- Oleg Vidov som Skazkin